# Технологическая сингулярность

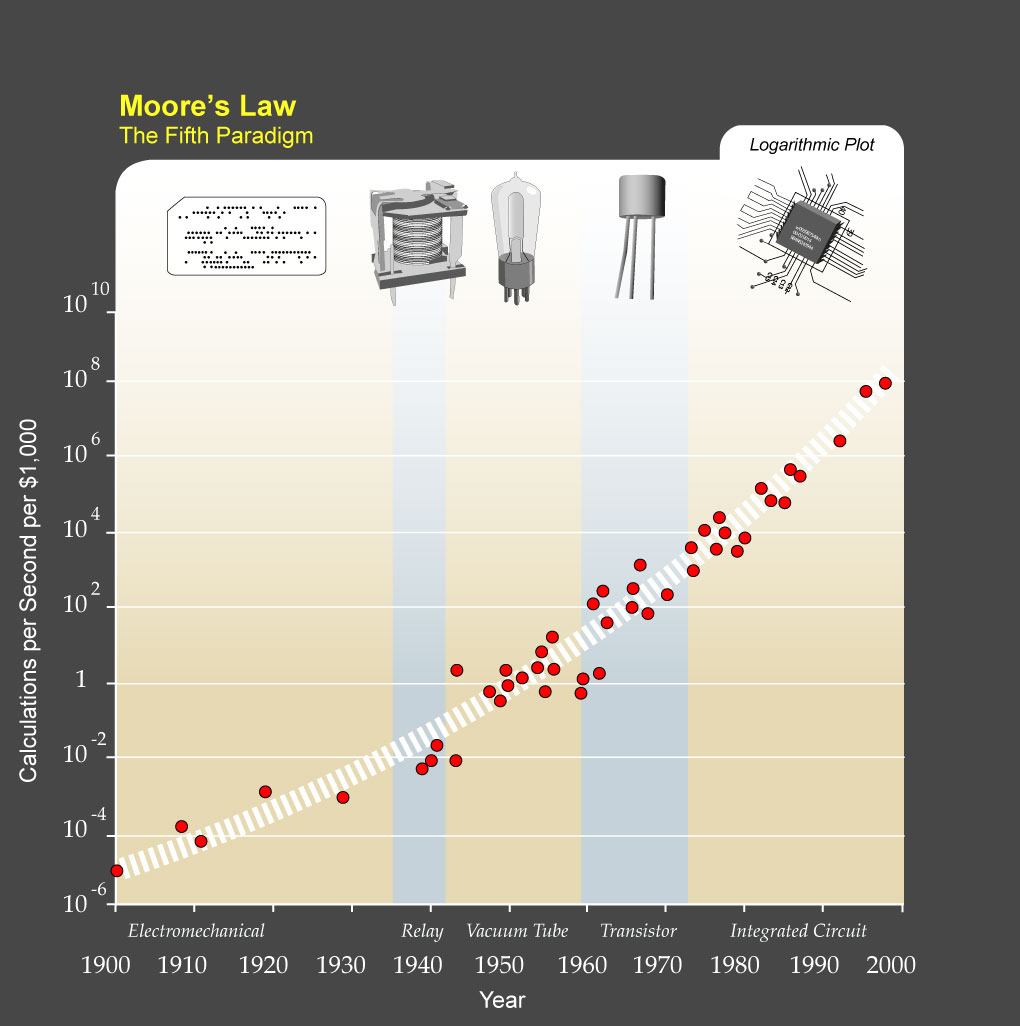
Курцвейл пишет, что из-за смены парадигм тенденция экспоненциального роста наблюдается от интегральных схем до более ранних транзисторов, электронных ламп, реле и электромеханических компьютеров

Технологи́ческая сингуля́рность (англ. technological singularity) — гипотетический момент в будущем, когда технологическое развитие становится в принципе неуправляемым и необратимым, что порождает радикальные изменения характера человеческой цивилизации.

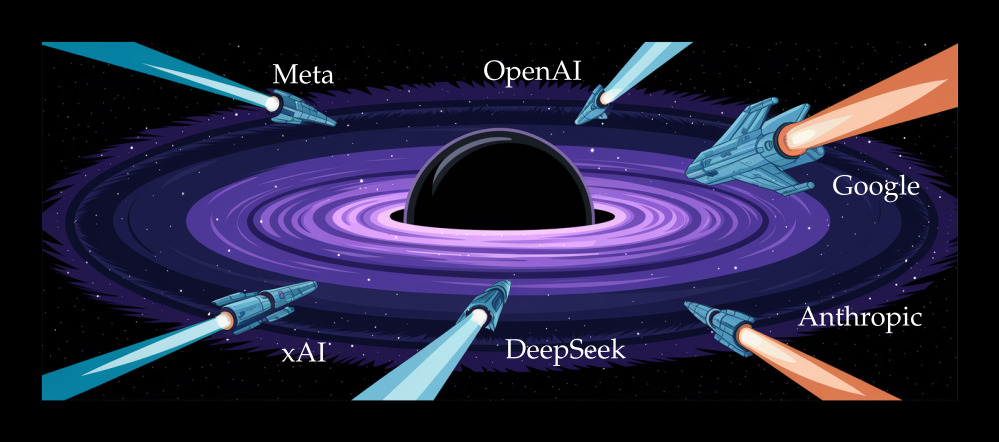

Уменьшение промежутка времени между эволюционными событиями (биологическая, затем — технологическая эволюция)

Согласно одной из наиболее популярных версий гипотезы технологической сингулярности, именуемой «интеллектуальным взрывом» (эту концепцию выдвинул, в частности, британский математик и космолог Ирвинг Гуд), обновляемый интеллектуальный агент (например, компьютер с сильным искусственным интеллектом) в конечном итоге может войти в «безудержную реакцию» циклов самосовершенствования, при этом каждое новое поколение искусственного интеллекта будет появляться всё быстрее, порождая своего рода «интеллектуальный взрыв» и создав в конечном счёте суперинтеллект, превосходящий интеллект всего человечества.
Впервые понятие «сингулярность» в технологическом контексте упомянул американский математик Джон фон Нейман. Участник Манхэттенского проекта, польско-американский математик Станислав Улам в своей статье 1958 года описывает дискуссию по этому вопросу с фон Нейманом, «посвящённую ускоренному прогрессу технологий и изменениям в образе жизни человека, что создаёт видимость приближения к некоторой существенной необычности в истории человечества, после которой человеческое бытие в известном нам виде не сможет продолжаться». Ряд видных учёных в последующем поддержали эту точку зрения.
Концепцию технологической сингулярности и сам термин «сингулярность» популяризировал американский писатель-фантаст Вернор Виндж в своём эссе 1993 года «Грядущая технологическая сингулярность» (англ. The Coming Technological Singularity), где отмечал, что это будет означать конец человеческой эры, поскольку новый суперинтеллект будет продолжать совершенствоваться и технологически развиваться с непостижимой скоростью. Виндж заметил, что был бы удивлён, если бы это произошло до 2005 года или после 2030 года.
В четырёх экспертных опросах, проведённых в 2012 и 2013 годах, была высказана точка зрения, что искусственный суперинтеллект будет разработан к 2040—2050 годам.
Ряд учёных и общественных деятелей, в частности Стивен Хокинг и Илон Маск, выразил обеспокоенность тем, что искусственный суперинтеллект может привести к ликвидации человека как биологического вида. Американский изобретатель и футуролог Рэймонд Курцвейл предсказывает наступление технологической сингулярности в 2045 году. По его мнению, в это время вся Земля начнёт превращаться в один гигантский компьютер, и постепенно этот процесс может распространиться на всю Вселенную.
Гипотетические последствия наступления технологической сингулярности продолжают оставаться предметом активных дискуссий.

## История концепции

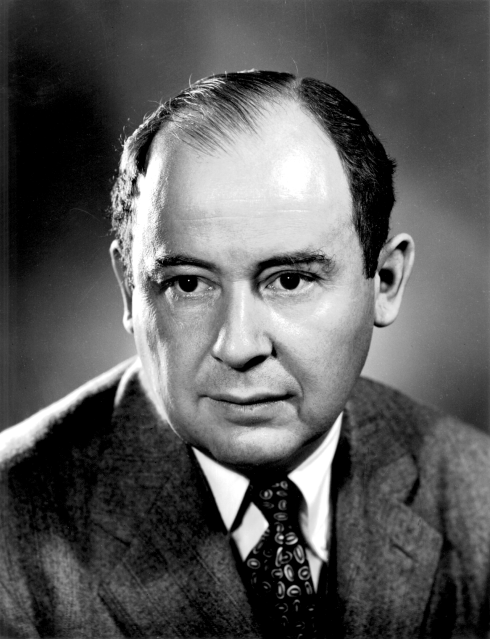
Джон фон Нейман

Идею об ускоряющемся росте научного знания впервые можно встретить в работах Фридриха Энгельса, который, в свою очередь, основывался на работах Эрнста Геккеля, опубликованных в 1874—1875 годах, в которых автор указывал на ускорение темпов эволюции живых организмов в геологическом времени, которое также прослеживается и в развитии человечества («Антропогения», или «История развития человека» — «Anthropogenie», или «Entwickelungsgeschichte des Menschen»). Во второй половине XIX века Ф. Энгельс писал о том, что наука движется вперёд пропорционально массе знаний, унаследованных ею от предшествующего поколения. По его мнению, со времени своего возникновения (XVI—XVII вв.) развитие наук усиливалось пропорционально квадрату расстояния (во времени) от своего исходного пункта. Близкие идеи высказывал В. И. Вернадский, писавший о непрерывном росте темпов научного творчества. По мнению некоторых современных исследователей, имеет место «экспоненциальный закон развития науки», проявляющийся в соответствующем увеличении числа научных работников, научных организаций, публикаций и других показателей. Однако экспоненциальный рост не предполагает никакой сингулярности в математическом смысле этого понятия.
В работе «Дань уважения Джону фон Нейману» (1958) Станислав Улам вспоминает о беседах с Джоном фон Нейманом, в которых они оба обратили внимание на тот факт, что, поскольку технологический прогресс, определяющий то, как мы живём, постоянно ускоряется, то должен наступить такой момент, когда люди не смогут поспевать за технологиями — то есть наступит то, что математики называют сингулярностью. Но на этот раз это будет не особенностью в некой физической системе, а особенностью в истории человечества.
В 1965 году Ирвинг Гуд описал такую сингулярность в развитии технологий немного по-другому: что в определённый момент времени, когда самая мощная интеллектуальная машина сможет создать другую машину, которая превзойдёт возможности людей, может произойти некий «интеллектуальный взрыв».
Похожее понятие «вертикального прогресса» братья Стругацкие изложили в повестях «Малыш», «Волны гасят ветер» и других своих произведениях.
Близко к концепции сингулярности находятся идеи Станислава Лема о вероятной эволюции компьютеров. В наиболее предельном виде эволюция компьютеров описана в эссе «Голем XIV. Лекция XLIII. О себе».
Термин «сингулярность» заимствован у математиков и астрофизиков, которые используют его при описании космических чёрных дыр и в некоторых теориях начала вселенной — точка с бесконечно большой плотностью и температурой и бесконечно малым объёмом. Математическая сингулярность (особенность) — точка функции, значение в которой стремится к бесконечности, либо другие подобные «интересные» точки — особенности функции.
В данном контексте впервые термин «сингулярность» использовал в середине XX века Джон фон Нейман, имея в виду математическое, а не астрофизическое понимание этого слова — точку, за которой экстраполяция начинает давать бессмысленные результаты (расходится). Об этом пишет Вернор Виндж, которому данный термин обычно приписывают. Научным обоснованием наступления сингулярности активно занимается Рэймонд Курцвейл.

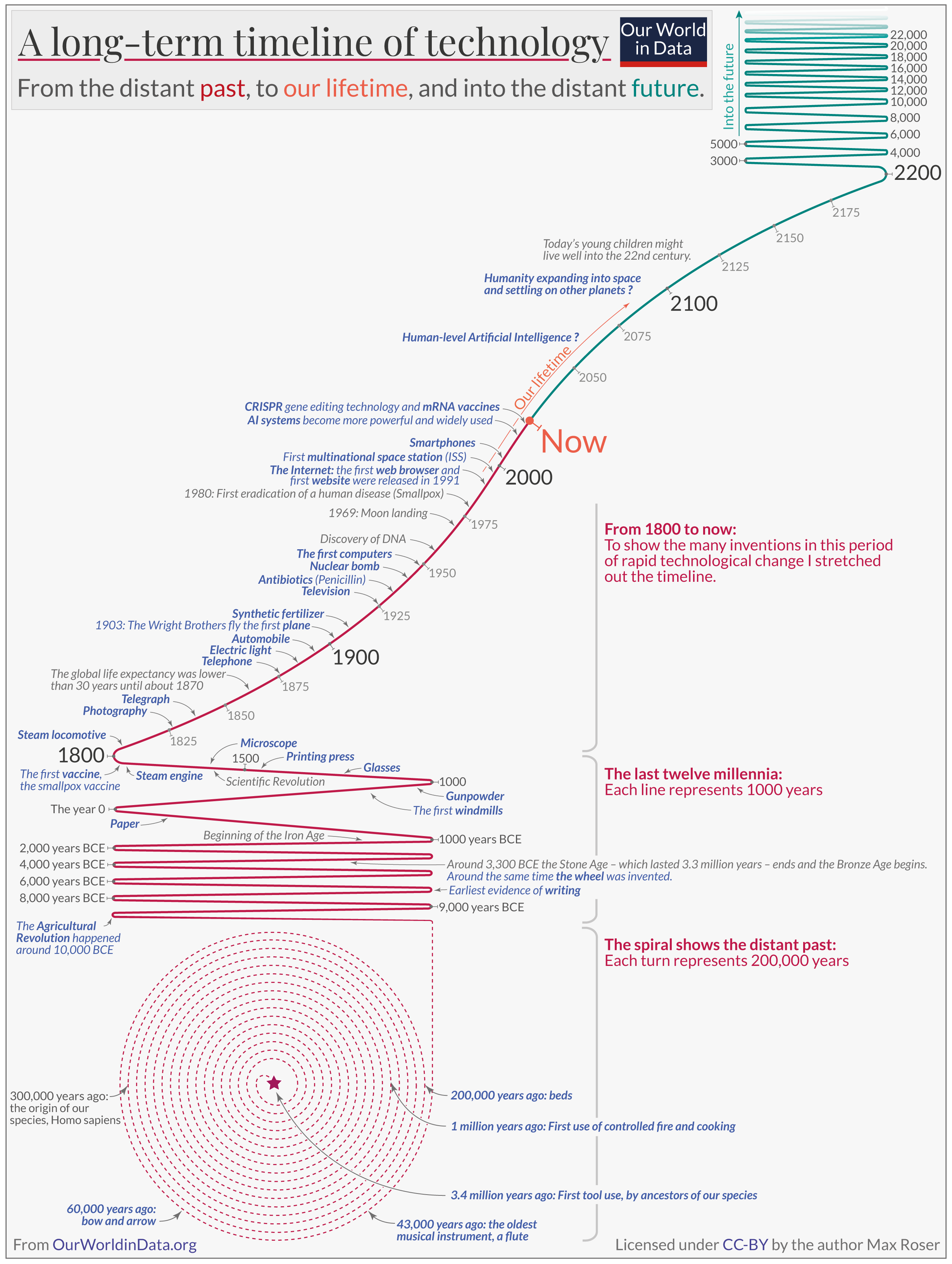
Долгосрочная перспектива технологических изменений в истории человечества

## Начало сингулярности
Одними из фундаментальных открытых вопросов насчёт сингулярности являются вопросы о её существовании, времени наступления и темпах роста технологических изменений. Время её начала предполагают, экстраполируя некоторые тенденции технологического развития.

## Предел сингулярности
Для природных процессов, характеризующихся экспоненциальным ускорением на своих начальных этапах, впоследствии характерен переход в фазу насыщения. Это позволяет предположить, что если на протяжении некоторого интервала времени наблюдается возрастание с ускорением, это отнюдь не означает бесконечного продолжения этого процесса. Напротив, во многих случаях это означает скорый выход на плато скорости. Процессы, происходящие в природе, позволяют выдвинуть предположение, что наблюдаемая картина ускорения научно-технического прогресса через некоторое время (в физических процессах, как правило, короткое) сменится замедлением и полной остановкой. Возможные механизмы торможения ускорения развития инфокоммуникаций в целом просматриваются как в адаптационных возможностях самого человека, так и в приближающихся горизонтах планирования. При этом, несмотря на возможное в обозримом будущем прекращение/затухание ускорения прогресса науки и техники, сам прогресс, и как следствие, социальные трансформации, не остановится и даже не замедлится — он продолжится с достигнутой (возможно, огромной) скоростью, ставшей постоянной.

## Критика концепции
Ряд учёных (из наиболее известных российских, например — один из основоположников клиодинамики А. В. Коротаев и биолог А. В. Марков) выступает с критикой данной концепции, утверждая, что явно выраженной точки сингулярности, с острым кризисом, не будет. Ими утверждается, что развитие идёт по S-образной (логистической) кривой, и уже с начала 1970-х годов началось торможение, то есть Мир-Система «точку сингулярности» в процессе модернизационного фазового перехода уже прошла; при этом под точкой сингулярности здесь подразумевается такая точка на графике развития, в которой скорость максимальна (середина S-образной кривой).
Коротаев в своей статье рассматривает и даёт оценку понятию сингулярности в различных областях (экономической, технологической, культурной и т. д.). Так как гипербола переходит в бесконечность за конечный промежуток времени, то можно вычислить момент обострения, в который некий показатель развития приобретает бесконечное значение. В реальных процессах никогда не наблюдается ухода в бесконечность, а вместо этого система испытывает качественную трансформацию (фазовый переход) перед достижением точки сингулярности. На примере кривой экономического развития, уже находящейся в режиме обострения, Коротаев иллюстрирует характер движения прочих гиперболических кривых, в которых ожидается сингулярность. В своём примере он исходит из предположения, что экономика тесно связана с демографией, и эта зависимость главным образом определяет характер движения экономической кривой.

## Концепция технологической сингулярности в политике
Технологическая сингулярность как следствие развития нанотехнологий рассматривается в отчёте 2007 года Комиссии по экономической политике Конгресса США. Некоторые интерпретации концепции сингулярности предполагают, что последняя должна наступить около 2030 года. Если проэкстраполировать закон Мура, окажется, что примерно в то же время вычислительная мощность компьютеров сравнится с головным мозгом человека. Сторонники теории технологической сингулярности считают, что если возникнет принципиально отличный от человеческого разум (постчеловек), дальнейшую судьбу цивилизации невозможно предсказать, опираясь на человеческую логику.

## Технологическая сингулярность в популярной культуре
Кроме рассказов Вернора Винджа, сингулярность является центральной темой произведений некоторых других авторов научной фантастики, таких как Уильям Гибсон, Чарльз Стросс, Карл Шрёдер, Юрий Никитин, Грег Иган, Дэвид Брин, Иэн Бэнкс, Нил Стивенсон, Тони Баллантайн, Брюс Стерлинг, Дэн Симмонс, Дэмиен Бродерик, Фредерик Браун, Яцек Дукай, Нагару Танигава, Кори Доктороу, Питер Уоттс. Кен Маклеод в своём романе 1998 года «Подразделение Кассини» (англ. The Cassini Division) определяет сингулярность как «вознесение для нердов».
Тематика сингулярности часто встречается в киберпанковых романах. Например, рекурсивно самоулучшающийся искусственный интеллект «Зимнее Безмолвие» в романе Уильяма Гибсона «Нейромант». Опубликованный в 1994 году на сайте Kuro5hin роман «Метаморфозы Высшего Интеллекта» посвящён жизни после запущенной искусственным интеллектом сингулярности. Более антиутопичный взгляд на сингулярность в коротком рассказе Харлана Эллисона «У меня нет рта, но я должен кричать» (англ. I Have No Mouth, and I Must Scream). Другими примерами антиутопичного взгляда являются «Акселерандо» Чарльза Стросса и продолжающаяся в настоящее время серия комиксов Уоррена Эллиса «newuniversal». В произведении Джеймса Милна «Все куклы» (англ. Puppets All) затронуты эмоциональные и моральные проблемы сингулярности. Проблема Контакта в эпоху технологической сингулярности обсуждается в романе Станислава Лема «Фиаско» (1986), «Ложной слепоте» Питера Уотса, «Нечётком дроблении» Пола Ди Филиппо. Проблема технологической сингулярности актуальна и на Востоке. Яркий пример этому — манга о слиянии и почти безграничном сознании человека и искусственного интеллекта «Ghost In The Shell».
В кинематографе примером фильма, целиком посвящённого технологической сингулярности и реакции человечества на неё, является «Превосходство».

## Комментарии
1. ↑  В  англоязычных источниках термин «сингулярность» (англ. the singularity) нередко используется именно в значении «технологическая  сингулярность»